# UniversalCentury.net GUNDAM ONLINE
『UniversalCentury.net GUNDAM ONLINE』（ユニバーサルセンチュリードットネット ガンダム オンライン）は、バンダイナムコゲームス運営のオンラインゲーム。開発・サポートは株式会社ディンプス。2005年9月29日に正式サービスが開始され、2007年12月15日に終了した。

## 概要
アニメ『機動戦士ガンダム』を題材にした初めてのフル3DCGMMORPG。ユーザーは宇宙世紀の世界において、地球連邦軍とジオン公国軍のどちらかに所属し、モビルスーツ（以下MS）や戦車などで戦闘を行う。戦闘以外にもMSや戦車の生産、3DCGで表現された動くMSのいるリアルな風景なども楽しめる要素だった。
2005年9月29日から、舞台をオーストラリアに限定し、「UniversalCentury.net GUNDAM ONLINE 〜Dawn of Australia〜」としての正式サービス開始となった。クライアントソフトは同名のパッケージ版の販売のみで、直販価格は9,240円（税込・以下同様）、初回限定版は13,440円であった。サーバー利用料金（プレイ料金）は月額1,575円に設定され、クレジットカードでの支払いに限定されていた。
2006年7月26日には「宇宙エリア」を追加。その状態の名称を「UniversalCentury.net GUNDAM ONLINE 〜Zero G Attack〜」とした。地上の発射場から宇宙ステーションの間をシャトルで移動する仕様とし、宇宙空間でのモビルスーツ戦闘も実現している。それと前後して、プレイチケット制の導入（30日1,575円、90日4,410円）、同名のパッケージ版クライアントソフト（30日プレイチケットと特典アイテムデータ付き、店頭参考価格2,079円）の販売、クライアントソフトの無料ダウンロードサービス（プレイチケットの購入前提）を開始、サーバー利用料金の支払方法も7種類に充実させた。

## システム
プレイヤーはノーマルスーツ（以下NS）の人間としてゲーム内に存在する。性別や外見などがエディット可能。1アカウントで2つまでのプレイヤーキャラクター（以下PC）を作成できる。連邦軍、ジオン軍ともに拠点都市を持っており、MSの修理や生産、補給は都市内で行う。

### スキル制
戦闘や生産はスキルポイント（SP）に影響を受ける。戦闘はMS操縦スキル、地上戦闘スキル、射撃スキルなど20種以上、生産スキルはMS開発スキル、資源採掘スキル、アパレルスキルなど14種ほどである。各スキルの上限は130.0であり、戦闘や生産を行うたびに0.1単位で増加する。総スキルの上限は当初700.0、後に800.0に上がった。MS操縦スキルが上がらなければ上級MSには搭乗できず、生産スキルが上がらなければ、上級武器の生産ができない。テストプレイ期間中にはバグでスキル合計が3000以上あるプレイヤーが存在してしまった事もある。

### 移動
主な移動手段は徒歩、車両（MS）、輸送機の三種類。
徒歩はNS状態での移動でありmapが実寸大である事から都市にある店から店までの移動だけでも時間がかかる。
車両（MS）は個別に速度が設定されており、更にエンジンの性能で細分化されている。車両を所持していないプレイヤーの為にレンタカー（ゲーム内通貨の使用）を呼び出すコマンドも用意されている。
輸送機は連邦軍ならミデア、ジオン公国軍ならガウがコマンドで呼び出せる（ゲーム内通貨使用）。デフォルトで設定されている各都市及び重要なポイントに自分のキャラを移動できるが、一度行った所の座標を任意で記録しておく事で好きな場所へ移動する事も出来るが、移動できるのはキャラクターのみでMSの運搬は不可能。移動速度は最も早い。車両、輸送機共にNPCやPCからの攻撃は可能である。

### 戦闘
戦闘はMSもしくは戦車などの乗り物に乗った状態で行ない、NS状態では攻撃を一切受けない。そのためNSではヒットポイントなどは存在しないが、マップが非常に広大なためＭＳのみによる移動は可能ではあるが現実的ではない。
前述のスキル制により、当初MSスキル「0」で搭乗出来るMSはジムシリーズやザクシリーズの一部と限られており、手持ち資金の制約もあり多くのプレーヤーが、61式戦車・マゼラアタック（店売りのLv1エンジンCタイプは無料）で戦う。スキルが上がればより性能の良いMSに搭乗可能。MSには武器を装備させ、遠距離武器と近距離武器を切り替えて戦闘を行う。MSには機種によって移動速度、武器の種類、盾の装備、装備の総重量などに制限があり、またコンテナと呼ばれるインベントリも平均で7個と長時間の戦闘向きでは無い。またコンテナ内では弾薬以外はスタックできない。弾薬は武器によって異なり、マシンガン、バズーカ、ビームライフルなどの専用弾薬を用いなければならない。
戦闘はマウス、キーボードを用いて行う。盾、武器にはすべて耐久値が設定されており盾はそれが0になると破壊される（武器は使用不能になるのみ）。MSはHPが0になると撃墜となる。MSのみリペアキットと呼ばれる携行消費アイテムおよび都市の工場で修理が可能だが、総HPの50%以下までHPが減らないと修理が出来ない。また、リペアキットにはLv1〜Lv3まで存在するが、この修理効率もスキルによって左右される。Lv1ではおよそ10〜14%程度しか修理できない。MSが破壊された場合、プレイヤーはNS状態となり専用コマンドにて最寄りの拠点都市に帰還する。各プレイヤーは7機まで格納できるハンガーを割当てられており、MSを格納しておくことが可能。
戦闘相手はノンプレイヤーキャラクター（以下NPC）とPCの乗るMS他。NPCは4機から10数機の隊で移動しており、基本的にアクティブである。敵勢力のMS他を撃墜するとその質と量により、PCの階級が上がり、撃墜されると下がる。階級は二等兵から始まり大将まで。出世すると週に一度与えられる給料の額が上がる。また収入は戦闘における敵への命中弾の数と当たった相手の階級により、ゲーム内口座に自動的に累積していく。敵を撃墜すると残骸が残ることがある。ここから生産素材やエンジンを入手することが可能。自機が撃墜された場合も、間に合えば残骸内からエンジンなどが回収できることがある。この残骸出現率はPCのスキルに影響を受ける。
戦闘エリアに制限はなく、どこでも戦闘可能。言い換えれば戦闘禁止区域は一切無く、自勢力のNPCは自機を攻撃しないので、敵勢力の都市周辺のNPC群にまぎれて敵PCとのPvPがごく当たり前にできる。また敵勢力下の都市への侵入も可能なため、後述の生産工場前のPCを攻撃することも可能である。

### 生産
拠点都市の工場を用いて行う。店頭販売や採掘、戦闘で入手した素材とエンジンをもとに生産を行う。初期状態ではMSは生産できず、戦車（連邦なら61式、ジオンならマゼラアタック）しか生産することはできない。武器は戦車用のキャノン、衣服なら帽子といった基本的なものを生産してスキルを上げ、上級生産品を生産する。生産は失敗することもあり、その場合はエンジンと素材の一部が失われる。また生産素材は資源の状態で入手することもあり（採掘など）、その場合は精製工場にて精製を行う必要がある。この精製にもスキルが必要で、40ほどまで上げなければMS・戦車生産に必要な素材を精製できない。もちろんこうした素材は店頭でも販売しており、精製スキル採掘スキルをあげなければ入手できないというものではない。
生産は都市内の生産工場でしか行なえないため、生産者と呼ばれる専門のPCは工場前に乗り物を止めて生産を行う。生産物がコンテナに格納されるために、20個まで格納可能なトラックを用いることが当たり前だが、都市内でも戦闘可能なために敵勢力のMSが襲撃して来た場合はひとたまりも無い。

### 採掘
専用の採掘車を用いて、鉱山エリアで行う。地面に対しコマンドを打ち込むことで資源を採掘し、それを都市に持ち込んで精製、生産素材とする。採掘車には武装が無いので、敵勢力に襲撃された場合ひとたまりも無い。

### MSの性能差
生産過程において、MSには性能差が与えられる。都市内で販売しているMSはエンジンがLv1であり強化も施されていないが、PCが生産する場合、スキルの高い生産者はLv3のエンジンを装備したMSを生産できる。また販売されている強化キットを用いて7段階までの強化が可能である。強化項目は攻撃力、命中率、防御力でありそれぞれが7段階まで強化可能であるが、上限は強化キット7個使用までであるためすべてを7段階まで強化はできない。
またMSには固有の移動速度が設定されているために、同じタイプのエンジンを用いた場合は追い越すことはほぼできない。ただエンジンにはA〜Eまでのタイプがありそれぞれ最高速と加速の特徴が異なっている。同じLv3エンジンであってもAとEでは最高速が異なる。
各MSには世界観に合わせた性能差が与えられているために、ジム・ライトアーマーは移動速度やバーニアでのジャンプ性能は良いが装甲は弱い、ゴッグは移動は遅いが装甲は厚く格闘が強い、ドムはホバー走行の為移動速度が極めて速いなどの特徴付けられている。一年戦争の最強クラスのMSガンダム、ゲルググなどは文字通り超高性能の機体であり、高スキルのプレイヤーが操れば低スキルのプレイヤーが操る量産機では束になっても敵わないシステムとなっている。

#### エンジン
MSの性能を決めるエンジンは種類が多く複雑である。ガンダムなど上級MS用にはHB（ハイブリッド）エンジンを用い、これは宇宙でも地上でも使用可能。一般MSにはTJ（ジェット）かTR（ロケット）エンジンを用いるが、TJエンジンを装備したMSは宇宙での性能ががた落ちになる。エンジンにはLv1〜Lv3まであり（イベント景品として、またNPC残骸からのレアアイテムとしてLv4エンジンも存在する）、それぞれA〜Eの種類がある。Aタイプは最高速度に優れるが加速・ジャンプ力に劣り、Eタイプは加速・ジャンプ力に優れるが最高速に劣るといった特性となっている。またジオンの水中用MSはHJ（ハイドロジェット）エンジンしか使えない。戦車のエンジンも同様のレベルと種類が存在する。

## 開発・運営

### 2001年 - 2002年
2001年5月公式サイトオープン。
- 16万人が同一のサーバに接続
- スペースコロニーや月を含めた宇宙世紀の全地球圏をフルスケールで実装
- 3ヶ国語対応
- 戦闘をせず一市民として生活しても楽しめる

などを売り文句にして注目を浴びた。公式BBSも設置され、複数言語で賞賛や要望・議論・質問などの書き込みがされている。サービス開始予定は2002年春とされたが、2002年になり未定に変更した。11月には「α1」段階にあることが告知された。

### 2003年 - 2004年
2003年1月から「α2」段階に移行。2月には一般公募によるテスト試行サービスを開始した。4月には「Prototype UC」、翌年4月には「UC.Beta」段階に移行。段階が進むにつれ、実装項目とテスターの数を次々に増やしていった。しかし、当初の計画からすると実装項目は乏しく、開発ペースの遅さ・実装項目の完成度の低さ・トラブルの多さに対し、サポートBBSや公式BBSなどに疑問や不満が数多く書き込まれた。この頃にサミーが開発／運営担当から外れる。

### 2005年 - 2006年
2005年1月11日、バンダイは正式サービスを2月14日に開始することをアナウンスした。しかし、やはり完成度は低く、追い込みのためか連日メンテナンスでサービスが休止されるようになった。予定通り稼動させた場合にトラブルが多発することを予想する者も多く、BBSには延期の要望や疑問や不満が寄せられた。
1月26日、バンダイは正式サービス開始を2005年夏に延期、開始を急がずゲーム内容の充実を先行させることとした。また、その時点での完成度は予定の実装項目の30%程度であり、正式サービスを行いつつ徐々に充実させる計画だったことを明かした。テスターからの不満の声を受けてのこととされる。
9月29日、規模を当初アナウンスより大幅に縮小しての正式サービス開始となった。しかし、上記概要にあるように限られた条件であったため、気軽に参加できる状態ではなかった。
正式サービス開始後も実装項目の充実や問題点の解決など、開発は続けられていたが、サービス終盤まで解決できずに終わった問題もあった。例えば、戦闘中に不利になった場合にログアウトして逃げるのを防止するために、ログアウト後も10秒ほどMSが操作不能のままゲーム内に残るように設定されていたが、パソコンに負荷がかかる戦闘中にアプリケーションエラー（アプ落ち）が起こることが多く、その際にも同様の現象になったため、戦闘中にアプ落ちが起これば高確率でMSを失うことになった。
また、パソコンの性能によらず、近くに多数のPCやNPCが集合すると処理遅延やキャラクターグラフィックの消失、チャットの不具合が起こった。複数プレイヤー間の戦闘になると推奨環境でも十分とはいい難く、コマ送り状態に陥る例が見られた。ストレスなく動作させるにはよりハイエンドのCPUとグラフィックボード、2GB以上のRAMを搭載したパソコンが必要であったといわれる。
サーバーがダウンし、ログイン不能となることもしばしばあった。そのためか、通称巻き戻りと呼ばれるゲーム内データがメンテナンス直後まで戻される措置も多発し、それまで稼いだゲーム内通貨や開発したMS、蓄積したスキルが消失した。補償として運営側はゲーム内通貨を各ユーザーに与えた。
このような状況に対し、不満を持っていたユーザーは少なくない。中には公式BBSやメールを通じて抗議した者も存在する。しかし公式BBSも、2005年12月21日から非公開となり、2006年6月20日には一時停止、2006年7月18日には告知すら無いまま閉鎖された。その後も運営側に対しいくつかのコミュニティで公開質問などが行なわれたが、ユーザーの期待するゲームの改善には至らなかった。
2006年7月の「宇宙エリア」の追加と共に、各種改善がなされたことで新規ユーザー獲得と今後の発展が期待された。

### 2007年 -
2007年6月、正式サービス終了の告知が行われ、2007年12月15日午前10時に予定通り正式サービス終了となった。
終了直後の12月27日、リクエスト型ショッピングサイト「たのみこむ」において、UCGO復活の要望が書き込まれた。以降「UCGO難民」と呼ばれる元プレイヤーたちからの賛同が寄せられている。